# Florian Jahr

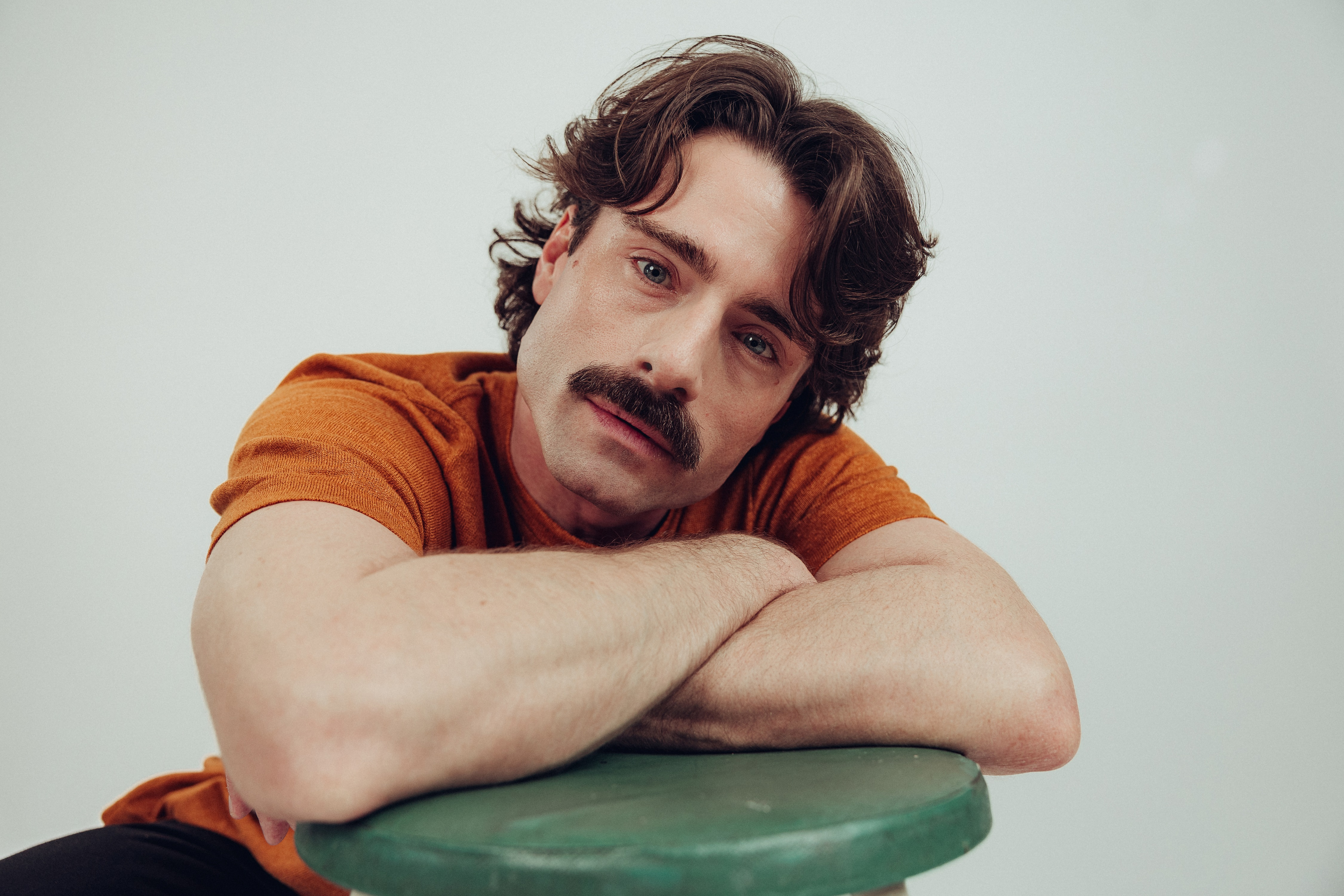
Florian Jahr (2023). Foto: Joel Heyd

Florian Jahr (* 23. Juni 1983 in Berlin) ist ein deutscher Schauspieler.

## Leben
Florian Jahr wurde als Sohn eines Ingenieurs in Ost-Berlin geboren, wuchs aber in Rendsburg, Schleswig-Holstein auf.
Im Jahr 2003 spielte er die Hauptrolle Daniel Winter in dem für den Grimme-Preis nominierten ProSieben-Film Mein erster Freund, Mutter und ich aus der Reihe made by ProSieben. Zuvor war er bereits in dem ebenfalls von ProSieben produzierten Film Seventeen – Mädchen sind die besseren Jungs als Chico zu sehen. Nach seinem Abitur absolvierte er von 2003 bis 2007 eine Ausbildung an der Hochschule für Schauspielkunst „Ernst Busch“ Berlin. 2008 nahm er sein erstes festes Engagement am Deutschen Nationaltheater in Weimar an. Von 2011 bis 2015 arbeitete er am Düsseldorfer Schauspielhaus, von 2015 bis 2019 am Theater Basel. Zur Spielzeit 2019/20 wechselt er an das Residenztheater in München.
Im Februar 2021 outete er sich im Rahmen der Initiative #actout im SZ-Magazin mit 185 anderen lesbischen, schwulen, bisexuellen, queeren, nicht-binären und trans* Schauspielern.

## Filmografie
- 2002: Seventeen – Mädchen sind die besseren Jungs
- 2003: Mein erster Freund, Mutter und ich
- 2003: Polly Blue Eyes
- 2004: Solo
- 2005: Tatort – Erfroren
- 2005: Der Untergang der Pamir
- 2006: Die Überflüssigen
- 2007: Marcel & Jana
- 2008: Einer bleibt sitzen
- 2011: Zimmer 205
- 2014: Schmidt – Chaos auf Rezept (Fernsehserie)
- 2017: Nord Nord Mord – Clüver und der leise Tod
- 2020: Der Beischläfer (Fernsehserie)
- 2023: Ready.Daddy.Go! (Fernsehserie, ZDFneo)
- 2024: München Mord: A saisonale G’schicht (Fernsehreihe)
- 2024: Ungeschminkt (Fernsehfilm)
- 2024: Die Bestatterin (Fernsehfilm)

## Gastauftritte
- 2000: Unter uns
- 2001: Großstadtrevier
- 2001: Wolffs Revier, Folge 129
- 2002: Der Ermittler, Episode 3.02
- 2004: Alarm für Cobra 11, Episode 16.10
- 2006: Verrückt nach Clara
- 2007: SOKO Köln
- 2018: Betty´s Diagnose
- 2023: SOKO Stuttgart (Fernsehserie, Folge Nachwehen)

## Theaterengagements (Auswahl)

### Deutsches Theater Berlin(2005–2007)
- Tod eines Handlungsreisenden von Arthur Miller
- Glaube Liebe Hoffnung von Ödön von Horváth

### Maxim-Gorki-TheaterBerlin
- 2007: Ozonkinder nach Kinder der Sonne von Maxim Gorki

### Deutsches Nationaltheater Weimar(2008–2011)
- Die Anbetung der Eidechse oder wie man Engel vernichtet von Ljubko Deresch (als Djuk/Sery)
- Studie zur deutschen Seele Teil 1: (k)ei(n)land und Teil 2: heimkehrer/heimwerker von Tine Rahel Völcker (als Johannes R. Becher)
- Romeo und Julia von William Shakespeare (als Romeo)
- Die Dreigroschenoper von Bertolt Brecht (als Macheath)
- Gerettet von Edward Bond (als Len)
- Die Verschwörung des Fiesco zu Genua von Friedrich Schiller (als Burgognino)
- Die schmutzigen Hände von Jean-Paul Sartre (als Hugo)
- Warteraum Zukunft von Oliver Kluck (als Daniel)
- Alles ist erleuchtet von Jonathan Safran Foer (als Jonathan)

### Düsseldorfer Schauspielhaus(2011–2015)
- Illusion nach L’Illusion comique von Pierre Corneille (als Clindor/Theagène)
- FIGARO nach Die Hochzeit des Figaro von Wolfgang Amadeus Mozart (als Figaro)
- Richard III. von William Shakespeare (als Buckingham)
- Der zerbrochne Krug von Heinrich von Kleist (als Walter, Gerichtsrat)
- Wie es euch gefällt von William Shakespeare (als Rosalind)
- CANDIDE.acting in concert von Kevin Rittberger (als Candide)
- Der Parasit von Friedrich Schiller (als Selicour)
- Peer Gynt von Henrik Ibsen (als Knopfgiesser/Master Cotton/Fellache/Hoftroll)
- Im weißen Rößl von Erik Charell und Ralph Benatzky (als Dr. Otto Siedler)
- Der Spieler von Fjodor Michailowitsch Dostojewski (als Marquis de Grieux)
- La Chemise Lacoste von Anne Lepper (als Tobi)

### Theater Basel(2015–2019)
- Engel in Amerika von Tony Kushner (als Louis Ironsons). Inszenierung: Simon Stone[8][9][10][11]
- Edward II. die liebe bin ich von Ewald Palmetshofer (als Peer #1) - Koproduktion mit dem Schauspielhaus Wien und den Wiener Festwochen
- Das Sparschwein von Eugène Labiche (als Benjamin/Joseph)
- Retten, was zu retten ist von Philippe Heule (als Moritz)
- Die Blume von Hawaii von Paul Abraham (als Prinz Lilo Taro)
- Die Dreigroschenoper von Bertolt Brecht (als Filch/Kimball/Smith)
- Othello X von Nuran David Calis (als Cassio)

### ResidenztheaterMünchen (seit 2019)
- 2019: Kassandra/Prometheus. Recht auf Welt (als Journalist/Okeanos). Von Kevin Rittberger. Inszenierung: Peter Kastenmüller
- 2020: Resi zoomt – Superspreader (als Er, Marcel). Von Albert Ostermaier. Inszenierung: Nora Schlocker
- 2021: Dekalog (Ensemble). Nach dem gleichnamigen Drehbuch von Krzysztof Kieślowski und Krzysztof Piesiewicz  Inszenierung: Calixto Bieito[12]
- 2021: Unsere Zeit (als Felix). Von Simon Stone nach Motiven von Ödön von Horváth (Uraufführung/Auftragswerk). Inszenierung: Simon Stone[13][14][15][16][17][18]
- 2022: Das Vermächtnis – The Inheritance (als Jason/Charles Wilcox) Von Matthew López – frei nach dem Roman «Howards End» von E. M. Forster. Inszenierung: Philipp Stölzl
- 2022: Warten auf Platonow (als linker Ringfinger). Nach Anton Pawlowitsch Tschechow. Inszenierung: Thom Luz[19]
- 2022: Engel in Amerika (als Louis Ironson / Der Engel Austraiien). Von Tony Kushner. Inszenierung: Simon Stone (Übernahme vom Theater Basel)
- 2022: Das Käthchen von Heilbronn (als Burggraf von Freiburg/Rheingraf vom Stein/Gräfin Helena/Savigny). Von Heinrich von Kleist. Inszenierung: Elsa-Sophie Jach[20]
- 2023: Antigone (als Parlamentssekretär). Von Sophokles unter Verwendung von «Die drei Leben der Antigone» von Slavoj Zizek. Inszenierung: Mateja Koležnik
- 2023: Die Fliegen (als Aigisthos). Nach Jean-Paul Sartre mit einem Prolog und Epilog von Thomas Köck. Inszenierung: Inszenierung: Elsa-Sophie Jach[21][22][23][24][25]
- 2024: Pygmalion  (als Pickering). Von Amir Reza Koohestani und Mahin Sadri nach Pygmalion von George Bernard Shaw. Inszenierung: Amir Reza Koohestani und Mahin Sadri[26][27][28][29][30]
- 2024: Maria Stuart (als William Cecil, Baron von Burleigh, Großschatzmeister). Von Friedrich Schiller. Inszenierung: Alexander Eisenach / Nora Schlocker
- 2024: Die Wildente (als Gregerls Werle). Von Henrik Ibsen. Inszenierung: Johannes Holmen Dahl[31]
- 2024: Die Gewehre der Frau Carrar | Würgendes Blei (als Padre | ein Maschinengewehr). Von Bertolt Brecht als Fortschreibung von Björn SC Deigner. Inszenierung: Luise Voigt[32]
- 2025: 77 Versuche, die Welt zu verstehen (Ensemble). Eine südkoreanisch-deutsche Stückentwicklung von Kyung-Sung Lee mit Texten von Hong-Do Lee und Ensemble nach «Kleines Organon für das Theater» von Bertolt Brecht. Inszenierung: Kyung-Sung Lee[33][34][35][36]
- 2025: Nach Mitternacht (als Algin/SS-Mann). Von Cosmea Spelleken nach dem gleichnamigen Roman von Irmgard Keun. Inszenierung: Cosmea Spelleken[37]

## Ehrungen und Auszeichnungen
- 2016: Österreichischer Nestroy-Theaterpreis mit Ensemble für "Engel in Amerika" als "Beste deutschsprachige Aufführung"
- 2016: Einladung zum Schweizer Theatertreffen mit Ensemble für "Engel in Amerika"

- 2021: Kurt-Meisel-Preis „Resi sendet – Digitalpreis 2021“ des Vereins der Freunde des Bayerischen Staatsschauspiels e. V. für „Superspreader“
- 2023: Einladung zum Berliner Theatertreffen mit Das Vermächtnis  (Residenztheater München)
- 2025: Einladung zum Berliner Theatertreffen mit Die Gewehre der Frau Carrar / Würgendes Blei (Residenztheater München)